# Receptor ionotrópico de glutamato
Receptores ionotrópicos de glutamato (iGluRs) são canais iônicos dependentes de ligação que são ativados pelo neurotransmissor glutamato [en]. Eles mediam a maior parte da transmissão sináptica excitatória em todo o sistema nervoso central (SNC) e são componentes-chave na plasticidade sináptica, que é importante para a aprendizagem e memória. Os iGluRs são divididos em quatro subtipos com base em suas propriedades de domínio de ligação ao glutamato (farmacologia) e na semelhança de sequência: receptores AMPA, receptores de cainato, receptores NMDA e receptores de glutamato do tipo delta (ver abaixo).
Receptores AMPA são os principais condutores de carga durante a transmissão basal, permitindo o influxo de íons de sódio para despolarizar a membrana pós-sináptica. Receptores NMDA são bloqueados por íons de magnésio e, portanto, só permitem fluxo iônico após uma despolarização prévia. Isso permite que eles atuem como atuam como detectores de coincidência na plasticidade sináptica. O influxo de cálcio através dos receptores NMDA leva a modificações persistentes na força da transmissão sináptica.
Os iGluRs são tetrâmeros (são formados por quatro subunidades). Todas as subunidades têm uma arquitetura compartilhada com quatro camadas de domínio: dois domínios extracelulares em forma de concha, chamados de domínio N-terminal (NTD) e domínio de ligação ao glutamato (LBD; que se liga ao glutamato), o domínio transmembranar (TMD) que forma o canal iônico e um domínio intracelular C-terminal (CTD).

## Proteínas/genes humanos que codificam subunidades iGluR
- Receptores AMPA: GluA1/GRIA1; GluA2/GRIA2; GluA3/GRIA3; GluA4/GRIA4;
- Receptores do tipo delta: GluD1/GRID1; GluD2/GRID2;
- Receptores de cainato: GluK1/GRIK1; GluK2/GRIK2; GluK3/GRIK3; GluK4/GRIK4; GluK5/ GRIK5;
- Receptores NMDA: GluN1/GRIN1; GluN2A/GRIN2A; GluN2B/GRIN2B; GluN2C/GRIN2C; GluN2D/GRIN2D; GluN3A/GRIN3A; GluN3B/GRIN3B;